# アンドレアス・ホイスラー
アンドレアス・ホイスラー（Andreas Heusler. 1865年8月10日、バーゼル - 1940年2月28日、バーゼル）は、スイスの中世学者。ゲルマン学・北欧学を専門とした。

## 生涯
アンドレアス・ホイスラーは、バーゼルの名家に生まれた。同じ名前を持つ父子の家系の3代目だった（父 (1834–1921) と祖父 (1802–1868) の名前が共に「アンドレアス・ホイスラー」である。両名は法律・政府関係の仕事をしていた）。バーゼル、フライブルク・イム・ブライスガウ、ベルリンにて学生として優れた実績を残し、1887年にフライブルクで博士論文 "Beitrag zum Consonantismus der Mundart von Baselstadt" を提出し、修了した。
1890年、25歳のとき、ベルリンで教鞭をとり始めた。そして北欧文献学の教授を1894年から1913年まで務めた。古代北欧文学、特に古エッダとアイスランド・サガの研究に注力するようになり、多くの作品をドイツ語に翻訳し、アイスランドにも2回渡った。1914年から1919年は、ベルリン大学でゲルマン文献学の教授を務めた。1920年にスイスに戻り、バーゼル近郊のアルレスハイムに居を構え、ベーゼル大学に職を得て、1936年の定年まで勤め上げた。
古代ゲルマン・北欧文化の他に、音楽を愛していたことでも知られる（ヴァイオリンを嗜んだ）。1889年前後に、強いキリスト教への信仰から、固い無神論に転じた。1930年代にドイツ・ナショナリズムを主張していた点については議論が分かれている。初めはナショナリズムに飲み込まれていたように見えるが、1938年前後にアドルフ・ヒトラーを見限ったと考えられている。
彼の思想については、1890年から1940年の間に書かれたヴィルヘルム・ラーニシュ宛の400通の手紙から、良い知見が得られる。
1893年、ヘッセン出身の歌手 Auguste Hohenschild と結婚した。アンドレアスより14歳も年上だった。結婚は不幸なものとなり、1901年から別居生活が始まり、1922年に離婚した。1940年、バーゼルに没する。病を発してから間も無くだった。
アンドレアス・ホイスラーは20世紀前半における古代ゲルマン学の第一人者であった。彼の業績の多くは今なお響き渡っている。

## 主要著作
- Der Ljóþaháttr, eine metrische untersuchung, Berlin: Mayer & Müller 1889.
- (Ed.): Zwei Isländer-Geschichten. Die Hønsna-þóres und die Bandamanna saga, Berlin: Weidmannsche Buchhandlung 1897, 2nd edn 1913.
- (Trans.): Die Geschichte vom Hühnerthorir, eine altisländische Saga, Berlin 1900.
- Die Lieder der Lücke im Codex Regius der Edda, Strasbourg 1902, extracted from Germanistische Abhandlungen. Hermann Paul zum 17. März 1902 dargebracht.
- (Ed.): Eddica minora. Dichtungen eddischer Art aus den Fornaldarsögur und anderen Prosawerken, Dortmund 1903, with Wilhelm Ranisch.
- Lied und Epos in germanischer Sagendichtung. Dortmund: Ruhfus 1905.
- Die gelehrte Urgeschichte im altisländischen Schrifttum, Berlin 1908.
- Das Strafrecht der Isländersagas, Leipzig 1911.
- Altisländisches Elementarbuch. Heidelberg: Winter 1913.
- (Trans.): Die Geschichte vom weisen Njal. Jena: Diederichs 1914. (Thule, altnordische Dichtung und Prosa, 4 / ed. Felix Niedner).
- Die Anfänge der isländischen Saga, Berlin 1914.
- Die altgermanische Dichtung. Berlin: Athenaion 1923.
- Deutsche Versgeschichte. Berlin: de Gruyter 1925-1929 (3 vols)
- Nibelungensage und Nibelungenlied, die Stoffgeschichte des deutschen Heldenepos, 3. útg., Dortmund 1929.
- Germanentum. Vom Lebens- und Formgefühl der alten Germanen, Heidelberg 1934.
- Einfälle und Bekenntnisse. Basel 1935.
- Codex Regius of the Elder Edda, Copenhagen 1937. — facsimile of the Codex Regius. Corpus Codicum Islandicorum Medii Aevi, 10.
- (Trans.): Isländisches Recht. Die Graugans, Weimar 1937.
- Kleine Schriften 1–2, Berlin 1943–1969.
- Schriften zum Alemannischen. Berlin: de Gruyter 1970.